# GIGA Digital Television

Ehemaliges Firmenlogo, das ab 2008 verwendet wurde

Die GIGA Digital Television GmbH war ein deutsches Medienunternehmen, das seinen Sitz in Köln hatte. Sie betrieb den Fernsehsender GIGA sowie das zugehörige Internetportal giga.de. Vom 6. Juni 2006 bis 15. November 2007 wurde zudem der Sender GIGA 2 betrieben. Januar 2008 übernahm die Premiere AG den Besitz des Unternehmens, stellte ihn Anfang 2009 jedoch komplett ein. Zuvor waren mehrere Finanzinvestoren die Hauptgesellschafter.
Im Februar 2009 wurde die Einstellung des Fernsehsenders GIGA bekanntgegeben, alle Mitarbeiter von GIGA Digital Television erhielten ihre Kündigung.
Seit dem 1. April 2009 hat der Fernsehsender GIGA den Betrieb eingestellt. Im März 2011 wurde der Sitz von GIGA Digital Television dann nach Unterföhring verlegt, wo auch Sky (früher Premiere AG) seinen Firmensitz hat. Kurz darauf wurde im August ein Liquidator bestellt, um die GmbH abzuwickeln. Dies geschah dann am 3. Dezember 2013, womit die Giga Digital Television nun erloschen ist.

## Firmengeschichte
Der Sender GIGA wurde im Jahre 1998 als Projekt der DFA gegründet, die zuvor die Hauptanteile am Sender NBC Europe erworben hatte. Als Urheber der Idee gilt der DFA-Gründer und damalige Geschäftsführer Helmut Keiser.

Firmenlogo bis 2008

Aufgrund der Finanzprobleme der DFA kaufte NBC Universal 2004 deren Anteil zurück. GIGA wurde vom analogen Empfang auf Astra digital verschoben, um dem neuen Fernsehsender Das Vierte Platz zu machen. NBC Universal verlor innerhalb kürzester Zeit das Interesse und gab schon im November 2005 zwei Drittel der Unternehmensanteile an die Cuneo AG und Turtle Entertainment ab. Einen Monat später verringerte NBC Universal seinen Anteil an der GIGA Digital Television GmbH auf 12,8 %. Turtle Entertainment und die Cuneo AG waren nun die größten Anteilseigner.
Unter der Führung von Turtle Entertainment und mithilfe einer Finanzspritze von Wellington Partners über zwei Millionen Euro wurde mit dem Aufbau des IPTV-Senders GIGA 2 begonnen. Zudem wurde der Firmenstandort von Düsseldorf nach Köln verlegt und die GIGA-Formate GIGA (green) und GIGA real eingestellt.
Am 7. September 2007 wurde die Einstellung von GIGA 2 zum 15. November bekannt. Damit verbunden war auch eine starke Verminderung der Anteile an der GIGA Digital Television seitens Turtle Entertainment. Wenig später trat Jens Hilgers als Geschäftsführer von GIGA zurück.
Im Dezember 2007 tauchten Berichte über ein Interesse des Pay-TV-Konzerns Premiere an GIGA Digital Television auf. Diese bestätigten sich am 4. Januar 2008, als verkündet wurde, dass die Premiere AG 100 % der GIGA Digital Television GmbH übernimmt. Einem Übernahmeantrag hatte das Bundeskartellamt zuvor bereits stattgegeben.
Nach der Übernahme hieß es zunächst, alles sollte beim Alten bleiben und der Sender GIGA weiterhin frei empfangbar bleiben. Am 13. Februar 2009 wurde jedoch bekannt gegeben, dass der Sendebetrieb von GIGA Ende März 2009 eingestellt wird; das Internet-Portal soll von einem Partner übernommen, zumindest aber noch bis Mai 2009 aufrechterhalten werden. Als Grund hierfür wurde neben dem Einbruch des Werbemarktes infolge der Finanzkrise genannt, dass Premiere sich wieder vermehrt auf sein Kerngeschäft, die Pay-TV-Sender, konzentrieren wolle.
Am 19. April 2009 wurde jedoch bekannt, dass die Webseite giga.de von IGN, dem Online-Videospieleportal der News Corporation, übernommen und weitergeführt wird. Eine Wiederaufnahme des Fernseh-Sendebetriebs wurde ausgeschlossen, jedoch berichten die drei verbliebenen Mitarbeiter in einem täglichen Videobeitrag online über Neuigkeiten auf der GIGA-Webseite und aus dem Bereich der Videospiele.
Das Unternehmen schloss das Geschäftsjahr 2008 mit einem Verlust (Verlustvortrag berücksichtigt) in Höhe von ca. 68 Millionen Euro ab.

## Aktivitäten des Unternehmens

### GIGA
GIGA Digital Television produzierte sämtliche Formate für GIGA. Aufgenommen wurden die Sendungen in ihren Studios in Köln; letzter Produktionstag war der 12. Februar 2009.

### GIGA 2
Das Programm von GIGA 2 wurde von der „Hauptniederlassung Österreich“ der GIGA Digital Television GmbH, die ihren Sitz in Wien hat, produziert. Gedreht wurde jedoch in Köln, direkt neben den Studios von GIGA. Das Programm wurde am 15. November 2007 eingestellt und im Zuge dessen ESL TV zurück auf den Markt gebracht.